# Національний олімпійський комітет Китаю
Олімпійський комітет Китаю (кит. трад. 中國奧林匹克委員會, спр. 中国奥林匹克委员会, піньїнь: Zhōngguó Àolínpǐkè Wěiyuánhuì) — організація, що представляє КНР в міжнародному олімпійському русі. Заснований в 1910 році; зареєстрований у МОК в 1979 році.
Штаб-квартира розташована в Пекіні. Є членом Міжнародного олімпійського комітету, Олімпійської ради Азії та інших міжнародних спортивних організацій. Здійснює діяльність по розвитку спорту в Китаї.

## Голови Олімпійського комітету КНР з 1979 року
- Чжун Шітун (1979—1985)
- Чі Менхуа (1986—1988)
- Хе Чженьлян (1989—1994)
- У Шаоцзу (1995—1999)
- Юань Веймінь (2000—2005)
- Лю Пен (2005 —)[2]